# Лари Хагман
Лари Мартин Хагман (енгл. Larry Martin Hagman; 21. септембар 1931 — 23. новембар 2012) био је амерички глумац, редитељ и филмски продуцент. Остао је познат по улогама Џ. Р. Јуинга у серији Далас и Ентонија Нелсона у серији Сањам о Џини.
Преминуо је 2012. године услед компликација повезаних са леукемијом.